# سياحة متطرفة

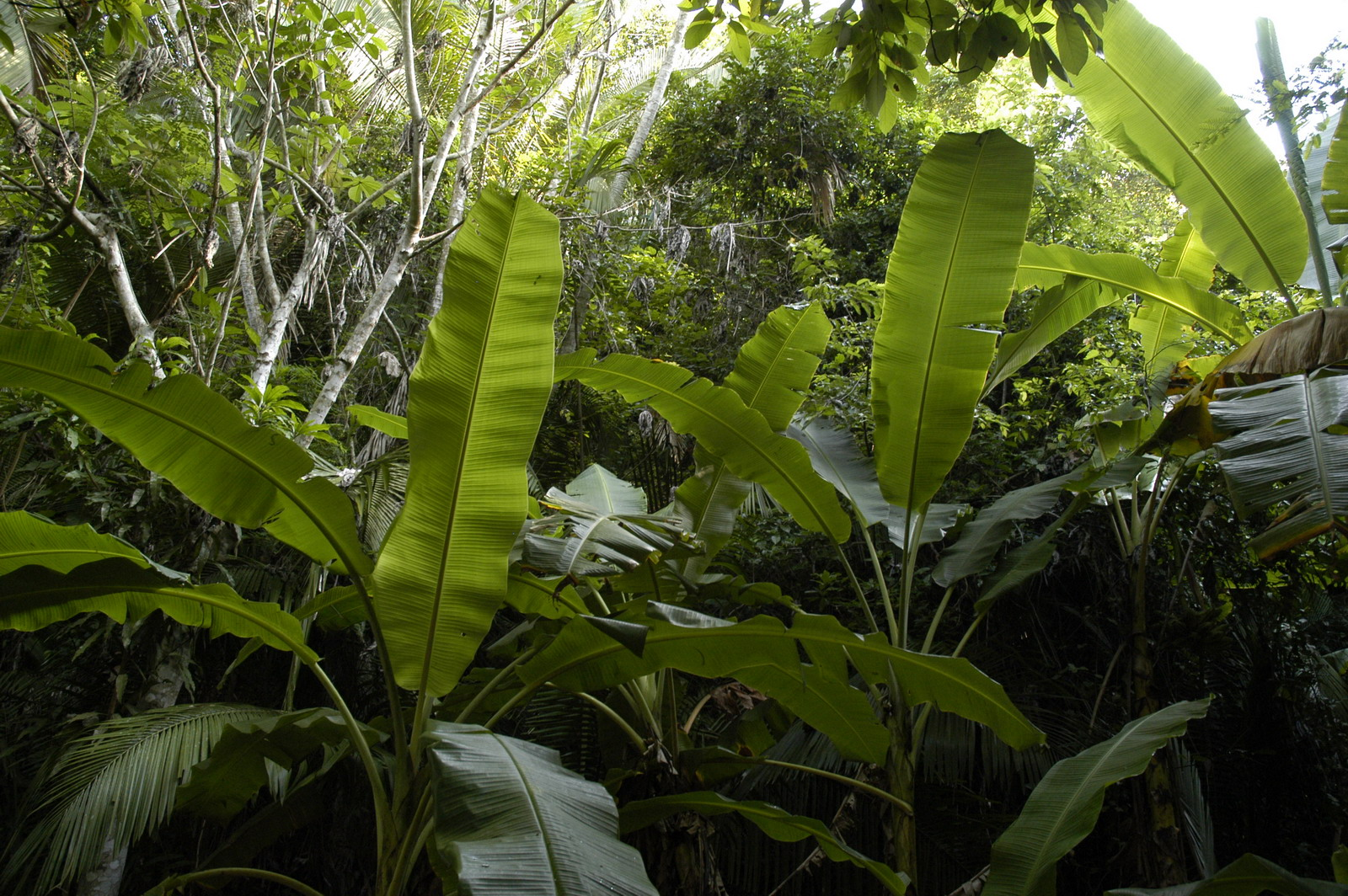
منطقة في غابة سيير مادري

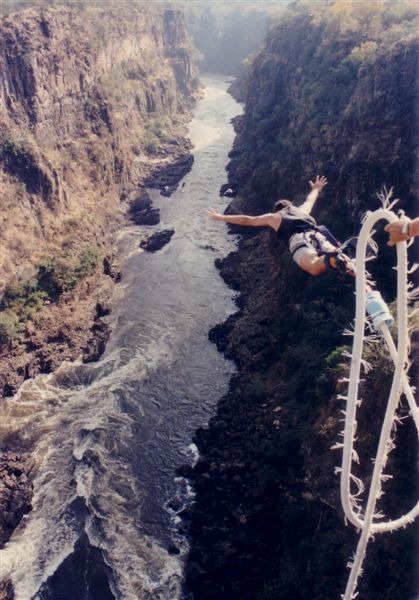
القفز بالحبال من جسر شلالات فيكتوريا في زامبيا/زيمبابوي

سياحة متطرفة (بالإنجليزية: Extreme Tourism)‏ (غالبًا ما يشار إليها باسم السياحة الصادمة (Shock Tourism))، على الرغم من أن كلا المفهومين لا يبدوان متشابهين تمامًا) هي مجال في صناعة السياحة ينطوي على السفر إلى الأماكن الخطرة مثل (الجبال والغابات والصحاري والكهوف والأخاديد، وما إلى ذلك) أو المشاركة في الأحداث. تتداخل السياحة المتطرفة مع الرياضة المتطرفة. يشترك الاثنان في عامل الجذب الرئيسي، «اندفاع الأدرينالين» الناتج عن عنصر الخطر، ويختلفان في الغالب في درجة المشاركة والاحتراف.
في حين تتطلب السياحة التقليدية استثمارات كبيرة في الفنادق والطرق وما إلى ذلك، تتطلب السياحة المتطرفة أقل من ذلك بكثير لبدء نشاط تجاري. بالإضافة إلى الوجهات السياحية التقليدية القائمة على السفر، يُقترح العديد من عوامل الجذب الغريبة، مثل رحلات الطيران في ميكويان في ماخ 2.5، والغوص في الجليد في البحر الأبيض، أو السفر عبر منطقة تشيرنوبيل.
بعض من مناطق الجذب الشهيرة للسياحة المتطرفة في العالم:
- جولات تشيرنوبيل - أوكرانيا.
- السباحة في بركة الشيطان في شلالات فيكتوريا - زامبيا وزيمبابوي.
- المشي على اللوح الخشبي في جبل هوا - الصين.
- جولة طريق الموت - بوليفيا.
- المنطقة الخضراء - بغداد، العراق.
- جولات ساك أكتون - ريفييرا مايا، المكسيك.
- مغارة سوالوز - المكسيك.
- القطب البارد - أويمياكون، ياقوتيا، سيبيريا.

## روابط خارجية
- Ladyvoyage.com: السياحة المتطرفة: هل تجرؤ؟
- elementmoscow.ru: السياحة المتطرفة
- بي بي سي نيوز: السياح الروس يحيون معسكر الجيش
- صحيفة وول ستريت جورنال: «إجازات المغامرات للمتفوقين»